# Roger Dufraisse
Roger Dufraisse (* 11. März 1922 in Paris; † 20. November 2000 in Paris) war ein französischer Historiker.
Roger Dufraisse absolvierte seine Ausbildung von 1938 bis 1941 an der École Normale d’Instituteurs und war zunächst als Lehrer tätig. Nach Kriegsende studierte er von 1946 bis 1953 Geschichte an der Universität Straßburg. Parallel zum Studium unterrichtete er als Studienrat an französischen Schulen, in Konstanz, Bad Kreuznach, Mainz und Baden-Baden. Seine Examensarbeit aus dem Jahr 1953 befasste sich mit der Geschichte der Deutschen Mark. In den kommenden Jahren arbeitete Dufraisse als Studienrat in Bischwiller, Hagenau und Châlons-sur-Marne. Aus umfangreichen Archivstudien in dieser Zeit gingen zahlreiche Beiträge besonders zur elsässischen Wirtschafts- und Sozialgeschichte des 18. und 19. Jahrhunderts hervor. 1959 verlagerte er mit dem Wechsel an die Universität Caen seine Tätigkeiten vom Schuldienst in den akademischen Bereich. Dufraisse beabsichtigte fortan seine regional- und lokalgeschichtlichen Arbeiten in größere Zusammenhänge einzuordnen. Seine Dissertation von 1973 La contrebande dans les départements réunis de la rive gauche du Rhin à l’époque napoléonienne, 1797–1814 behandelte die napoleonische Hegemonialpolitik am Beispiel des rheinischen Schmuggelhandels.
1979 wurde Dufraisse Directeur d’études à l’École pratique des Hautes Études. Neben wirtschafts- und sozialgeschichtlichen Ansätzen rückten in seinen Forschungen jetzt auch politik-, geistes- und kulturgeschichtliche Fragen in den Vordergrund. 1987/88 verbrachte Dufraisse ein Studienjahr als Stipendiat des Historischen Kollegs in München. Dabei ging das Forschungsvorhaben über die geistigen Auseinandersetzungen von Revolution und Gegenrevolution im deutsch-französischen Vergleich und der Präsenz Napoleons im Kollektivgedächtnis der Deutschen. Dufraisse verfasste grundlegende Arbeiten zur Geschichte Deutschlands im napoleonischen Zeitalter und zum Rheinbund.

## Schriften
Monografien
- Napoleon. Revolutionär und Monarch. Eine Biographie (= Beck’sche Reihe. Bd. 1352). 4. Auflage. Beck, München 2005, ISBN 3-406-42152-0.
- L’Allemagne à l’époque napoléonienne. Questions d’histoire politique, économique et sociale. Études de Roger Dufraisse réunies à l’occassion de son 70e anniversaire par l’Institut Historique Allemand de Paris (= Pariser historische Studien. Bd. 34). Bouvier, Bonn 1992, ISBN 3-416-02377-3 (Digitalisat).
- Die Deutschen und Napoleon im 20. Jahrhundert (= Schriften des Historischen Kollegs. Vorträge. Bd. 21). Stiftung Historisches Kolleg, München 1991. (Digitalisat)

Herausgeberschaften
- unter Mitarbeit von Elisabeth Müller-Luckner: Revolution und Gegenrevolution 1789–1830. Zur geistigen Auseinandersetzung in Frankreich und Deutschland (= Schriften des Historischen Kollegs. Kolloquien. Bd. 19). Oldenbourg, München 1991, ISBN 3-486-55844-7 (Digitalisat).